# Зандхаузен
Зандхаузен (њем. Sandhausen) општина је у њемачкој савезној држави Баден-Виртемберг. Једно је од 54 општинска средишта округа Рајн-Некар. Према процјени из 2010. у општини је живјело 14.338 становника. Посједује регионалну шифру (AGS) 8226076.

## Географски и демографски подаци
Зандхаузен се налази у савезној држави Баден-Виртемберг у округу Рајн-Некар. Општина се налази на надморској висини од 107 метара. Површина општине износи 14,6 km². У самом мјесту је, према процјени из 2010. године, живјело 14.338 становника. Просјечна густина становништва износи 985 становника/km².